# Хвалетице
Хвалетице (чеш. Chvaletice) — маленький город в Пардубицком крае Чешской Республики.

## История
Археологи нашли ранние следы присутствия человека на территории Хвалетице, датируемые 10 тысячелетием до н. э. В период культуры полей погребальных урн (ок. 1200—600 гг. до н. э.) здесь появилось постоянное поселение.
Первое письменное упоминание о селении Хвалетиц в летописях относится к 1393 году. Поселение некоторое время принадлежало королю Чехии, затем духовным и светским феодалам. Тридцатилетняя война усилила влияние католицизма, однако протестантская традиция здесь сохранилась. Железная дорога Пардубице — Прага, построенная в 1845 году ввела деревню в современный ритм жизни. В 1981 году Хвалетице получило статус города.

## Промышленность
С древних времен железная руда добывалась здесь, была прекращена во время тридцатилетней войны, и была возобновлена в конце XVIII века. Добыча пиритовой руды началась в 20 веке. Шахты были закрыты в 1975. В 1973—1979 построена ТЭЦ на 4 энергоблока (4 x 200 MВ); но уголь был привозным из Северной Чехии на кораблях по Эльбе. Чтобы сделать это возможно, проводили работы по углублению фарватера. Использование кораблей окончилось в 1996 году. Станцию реконструировали в 1997. В городе штаб-квартира компании Enelex.

## Интересные факты
В окрестностях обнаружен минерал названный в честь городе хвалетицеит.

## Население
| Год  | Численность | Численность |
| ---- | ----------- | ----------- |
| 1869 | 818         | [ 6 ]       |
| 1880 | 900         | [ 6 ]       |
| 1890 | 866         | [ 6 ]       |
| 1900 | 767         | [ 6 ]       |
| 1910 | 793         | [ 6 ]       |
| 1921 | 814         | [ 6 ]       |
| 1930 | 747         | [ 6 ]       |
| 1950 | 778         | [ 6 ]       |
| 1961 | 2652        | [ 6 ]       |
| 1970 | 2539        | [ 6 ]       |
| 1980 | 3031        | [ 6 ]       |
| 1991 | 3101        | [ 6 ]       |
| 2001 | 3312        | [ 6 ]       |
| 2014 | 3077        | [ 7 ]       |
| 2016 | 3026        | [ 8 ]       |
| 2017 | 3025        | [ 9 ]       |
| 2018 | 3006        | [ 10 ]      |
| 2019 | 2971        | [ 11 ]      |
| 2020 | 2962        | [ 12 ]      |
| 2021 | 2934        | [ 13 ]      |
| 2022 | 2910        | [ 14 ]      |
| 2023 | 2921        | [ 15 ]      |
| 2024 | 2927        | [ 4 ]       |